# 山田榮子
山田榮子（日语：／ Yamada Eiko，1954年6月13日—），日本女性配音員、舞台演員。出身於神奈川縣橫濱市神奈川區子安。身高161cm。AB型血。

## 經歷
以前經歷內田演劇研究所、劇団藝協、Office央、青二Production、自由身，2017年現在是81 Produce所屬。
1979年，山田以這一年播映的電視動畫《清秀佳人》幫主角安妮·雪利配音出道。當初，她為女性角色配音較多，1980年播出的另一部電視動畫《太陽的使者 鐵人28號》（主角金田正太郎）開始，增加了幫少年配音的機會。然後，山田以1983年播映的《足球小將翼 (昭和版)》的岬太郎受到特別高的評價。還有擔任《忍者哈特利》的影千代，之後小魔鬼的要素也變的被看好。
山田在1985年播映的《莎拉公主》中，聲演欺負莎拉的拉維妮亞。之後也增加了她以冷靜的小魔鬼及冷靜而透徹的演技。並在《莎拉公主》以後，在世界名作劇場系列出演機會增加，因此在作品片尾工作人員表的配音名單中可常看到她的名字。
1988年，山田因為懷孕而短暫休業。關於這個原因，她從《聖魔大戰》的福特這個角色在中途退了下來。同時另一齣播映中的《比利犬》有嘉利犬登場的戲份都被刪除。在那之後，山田重新展開活動，至1990年代前半段為止是她最活躍的時候。
2002年左右，山田從青二Production離所。之後在NHK教育頻道的布偶劇出演，結婚後用本名的久村這個姓氏參加，但是在遊戲配音和採訪等等的工作，大致上相關事務還是會使用山田這個姓氏。
2007年4月，三矢雄二在自己的網頁中，以寫著山田「引退了」這樣的話來介紹。並以久村這個姓氏來稱呼她，並在前敘的布偶劇中參演。
2008年，山田在世界名作劇場的復出第2作（通算第25部）《波菲的漫長旅程》中客串。而且這一系列動畫作品的本篇中參演，在2000年代來說還是第一次。還有，山田在2009年的世界名作劇場新作《你好 安妮 ～Before Green Gables》開始播映之前，曾經擔任節目宣傳旁白。
2015年3月1日，山田加入現在所屬的81 Produce。

### 交友關係
山田從配音業界出道以來，交情不錯的有《清秀佳人》時期認識的高島雅羅，在《愛少女波麗安娜物語》和《無家可歸的孩子蕾米》共演的堀江美都子，以及在《忍者哈特利》共演的三田友子。

## 逸事
如前所敘的信念，山田她在哭的演技方面的極致表現真的令人感動（《小婦人物語 南與喬老師》收錄時等等）。 
在《傳說巨神伊甸王》中為了改善演技，有好幾次被導演富野由悠季允許了。播映期間在參演配音員們的座談會當中，山田很高興的說著。
2008年1月27日播映的《大膽MAP》（朝日電視台）單元「人氣動畫角色配音員的面容全部顯現！BEST 20」（第6名 安妮·雪利）中，山田在此節目有露臉出現在電視上。而她在電視節目中露臉大約20年之久（然而這是她長年一直持續活動的條件）。
在影迷間，她以喬（世界名作劇場）、阿拉米斯（《動畫三槍手》）等等擔任中性角色的職務的受歡迎程度非常高。
女兒久村夏里奈在《波菲的漫長旅程》第24話成為其配音生涯的出道作。

### 山田與世界名作劇場
山田在總計23部的世界名作劇場系列電視動畫作品中，演出了10部作品，是所有配音員中參演最多的。其中，她在《清秀佳人》、《愛的小婦人物語》這2部都擔任主演，並與堀江美都子、松尾佳子、折笠愛並列為在世界名作劇場多次得到主演的配音員之一。
此外，不僅是參演作品的數量，而且在系列中形成了一種系統。尤其是從1985年的《莎拉公主》到1988年的《小公子西迪》為止，山田連續4年都有接演要角或準要角，而且每年扮演不一樣的角色。
從這些角度來看，山田被認定是以世界名作劇場聞名的配音員之一，並與潘惠子、堀江美都子、吉田理保子、中西妙子等人一起被認為是最密切聯繫的。相反的，即使談到了山田的經歷，在場被該系列幾乎感動到了。
該系列由於很重視角色們的日常生活，因此有相當多的台詞。基於這個原因，讓自己試圖和角色的心情完全一致，對山田來說是相當絕配的。
因為演過《愛的小婦人物語》和《莎拉公主》的關係，在日本國內以其他語言配音版本重播時，日語版配音仍請山田擔任。但是已經沒有機會聽到她為外語版的《清秀佳人》主角安妮進行日語配音。

#### 安妮
山田以《清秀佳人》出道前，和島本須美2人是主角安妮配音的最終人選。在這種情況下，島本因演技與形象接近而受到稱讚，山田則是得到「誇張的感覺和令人沮喪的行為，讓形象稍為有點偏離」的評價。
負責佈局的宮崎駿表示自己很強烈支持島本，但負責演出的高畑勲則以「讓安妮扮演有著破天荒的想法，最好稍微帶點形象破滅的女孩」為考量敢於起用山田。結果山田與安妮相當投缘，從此以後，她就成為參演世界名作劇場系列中的常客。
至於在安妮的配音徵選而落選的島本，後來在《莎拉公主》獲得主演。

#### 拉維妮亞
山田在《莎拉公主》中，如前所述為欺負莎拉的拉維尼亞進行配音。然而劇情播映到了中期欺負莎拉的行為極為激烈時，卻引來了觀眾對拉維尼亞和明晴院長的不滿，結果與聲演明晴院長的中西妙子收到裝著剃刀的信。加上山田自身對內心固執又有陰險行為的拉維尼亞無法理解，導致與前述信念的痛苦和衝突。在錄音的時候，「在流眼淚的時候欺負莎拉就足夠了」這一句話從島本的口中說出。
動畫完結之後，山田與中西2人對周圍的人異口同聲的說：「不想再演這種角色了」。一方面拉維尼亞的演技卻也成為增廣她聲音路線的轉折點，對自己的來說這是一個至今仍還記得，身為演員的最好經歷。

## 演出
粗體字表示主要角色。

### 電視動畫
1977年
- 恐龍救生隊（春子）

1979年
- 清秀佳人（安妮·雪利[8]）[注 4]

1980年
- 時空巡警隊救助超人（日语：タイムパトロール隊オタスケマン）（星野光的母親）
- 太陽的使者 鐵人28號（金田正太郎[9]）
- 傳說巨神伊甸王（邦塔·羅塔）
- 魯邦三世 (TV第2系列)（日语：ルパン三世 (TV第2シリーズ)）（吉雅娜）

1981年
- 戰國魔神豪將軍（吉米）
- 太陽之牙達格拉姆（卡娜莉·多尼特[10]）
- 原子小金剛 (1980年版)（櫻花）
- 你好！珊蒂貝爾（日语：ハロー!サンディベル）（瑪莉）
- 忍者哈特利（影千代）
- 救難小英雄Yattode（米莉安、皮諾丘）
- 六神合體Godmars（明石波）
- 汪汪三劍客（安妮王妃）

1982年
- 阿波羅之女（海拉）
- 怪物小王子 (1980年版)（ 等）
- 逆轉一發人（日语：逆転イッパツマン）（豐島營業部員）
- 電子神童（大文字聰）
- Cybot Robotchi（日语：サイボットロボッチ）（幸子、武佗）
- The♥南瓜酒（梢）
- 少年宮本武藏腕白二刀流（日语：少年宮本武蔵 わんぱく二刀流）（青木誠之助）
- 衝鋒勝平（日语：ダッシュ勝平）（瀨里香〈第2代〉）
- 心跳今夜（女服務生、乙姬）
- 怪博士與機器娃娃 (1981年版)（樂子）
- 阿福（日语：フクちゃん）（清水奈美子）
- 魔法公主 明琪桃子（日语：魔法のプリンセス ミンキーモモ）（吉米、彼得）
- 野生的咆嘯（日语：野生のさけび）

1983年
- 阿爾卑斯物語 我的安妮特（路西安·莫雷爾[11]）[注 5]
- 伊賀野河馬丸（大久保蘭、疾風〈幼少時期〉）
- 足球小將翼 (昭和版)（岬太郎、松本香、日向小次郎〈幼少時期〉）
- 銀河疾風流離我（普奇·羅吉）
- 超時空世紀歐卡斯（莉普露）
- （茂）
- 小超人帕門 (1983年版)（女）
- 無敵三四郎（小孩）
- 咪姆多彩夢幻之旅（聰）
- 喬琪姑娘（日语：ジョージィ!）（亞伯·巴特曼〈幼少時期〉、潔西卡）

1984年
- 怪貓豬油糕（日语：オヨネコぶーにゃん）（栗小路栗子）
- 宗谷物語（日语：宗谷物語）（定子）
- 電腦戰士雷薩里昂（莎拉、香取容子）
- 名偵探福爾摩斯（威金斯）

1985年
- 三國志 (日本電視台版)（日语：三国志 (日本テレビ)）（于禁）
- 莎拉公主（拉維妮亞·賀伯特[12]、西薩）[注 6]
- 星槍士俾斯麥（奇爾卡）
- 搞怪拍檔（亞瑟）
- 超獸機神斷空我（丹·艾克羅伊德）
- 忍者戰士飛影（夏露姆·維克）
- 北斗神拳（亞奇）
- 魔法之星愛美（健太）

1986年
- 愛少女波麗安娜物語（吉米·班恩、詹姆斯·肯特）[注 7]
- 甜蜜公主（竹千代、織姬、龍之介）
- 宇宙船人馬座（日语：宇宙船サジタリウス）（莫拉博士）
- 加油！吉塔斯（上杉光[13]）
- 銀牙 -流星 銀-（銀[14]）
- 鬼太郎 (第3作)（雪子、幸、正明、弘）
- 七龍珠（小舞）
- 高校！奇面組（日语：ハイスクール!奇面組）（雲童命）
- 楓葉鎮物語（史泰拉）
- 機器人阿丁 (1986年版)（日语：ロボタン）（青空貫一）

1987年
- 愛的小婦人物語（約瑟芬·馬區〈喬〉[15]）[注 8]
- 動畫三槍手（日语：アニメ三銃士）（阿拉米斯）
- 橙路（由香里、阿龍）
- 聖魔大戰（魯神福特、神帝福特〈初代〉）

1988年
- 美味大挑戰（平井智惠）
- 城市獵人（彩）
- 小公子西迪（珍·修特）[注 9]
- 聖鬥士星矢（ζ星恆星的巴德〈少年時期〉）
- 比利犬（日语：ビリ犬）（嘉利犬）
- 七龍珠（小舞）

1989年
- 惡魔君（肖像畫的美少女）
- 森林大帝 (1989年版)
- 新仙魔大戰（閃光光后、神帝福特）
- 麵包超人（奶油麵包超人、海豚的班森〈初代〉）
- 比利犬商會（嘉利犬）
- 亂馬½ 熱鬥篇（紅翼）
- 七龍珠（小舞）

1990年
- 西瓜皮先生（會長夫人）
- 長腿叔叔（莎蒂）[注 10]

1991年
- 麵包超人（美乃滋弟弟〈初代〉、鳳梨舞者）
- 崔普一家物語（伊凡妮·貝維德雷）[注 11]

1992年
- 麵包超人（〈初代〉、王子）
- 美少女戰士（妖魔拉姆亞）
- 夢幻冒險 長靴貓的冒險（漢斯）

1993年
- 美味大挑戰 日美米飯戰爭（安妮·福斯特）
- 麵包超人（薤弟弟）
- 小婦人物語 南與喬老師（約瑟芬·貝爾〈喬〉[16]）[注 12]

1994年
- 銀河戰國群雄傳（狼刃）
- DNA²（阿春）

1996年
- 無家可歸的孩子蕾米（米利根夫人）[注 13]
- 妖精狩獵者（嘉維拉）
- 七龍珠GT（小舞、肥胖女性）

1997年
- 名偵探柯南（中原香織）

2002年
- 冒險者（日语：冒険者 (テレビアニメ)）（伊莎貝爾女王）

2008年
- 波菲的漫長旅程（伊萊麗亞·馬丁尼）[注 14]

2014年
- 鬼燈的冷徹（牛頭／牛頭姬）

2015年
- 七龍珠超（小舞、未來小舞）

2018年
- 鬼燈的冷徹 第貳期 其之貳（牛頭／牛頭姬）
- 遙的接球（比嘉空）

2019年
- 名偵探柯南（布田英子）
- MIX（赤井智仁的母親）

2024年
- 夜櫻家大作戰（夜櫻京子[17]）

### 電影動畫
1980年
- 小誠（日语：まことちゃん#アニメ映画）

1981年
- 哆啦A夢：大雄的宇宙開拓史（布布）

1982年
- 怪物小王子：怪物樂園的招待（プリンスデキモン）
- 傳說巨神伊甸王 接觸篇、發動篇（邦塔·羅塔）
- 忍者哈特利：忍忍忍法繪日記之卷（影千代）

1983年
- 劇場版 太陽之牙達格拉姆（卡娜莉·多尼特）
- 迴力車Q達格拉姆（卡娜莉·多尼特）
- 忍者哈特利：忍忍故鄉與大作戰之卷（影千代）

1984年
- 超人洛克（日语：超人ロック）（金[18]）
- 忍者哈特利+小超人帕門：超能力大戰（日语：忍者ハットリくん+パーマン 超能力ウォーズ）（影千代）

1985年
- 忍者哈特利+小超人帕門：忍者怪獸吉波VS奇蹟蛋（日语：忍者ハットリくん+パーマン 忍者怪獣ジッポウVSミラクル卵）（影千代）

1986年
- RUNNING BOY 星際戰士的秘密（日语：RUNNING BOY スター・ソルジャーの秘密）（篠山元太）

1988年
- 七龍珠：摩訶不可思議大冒險（小舞）

1989年
- 動畫三槍手：阿拉米斯的大冒險（日语：アニメ三銃士）（阿拉米斯）
- 宇宙皇子（日语：宇宙皇子）（各務）
- 大蜜蜂 HYPER-PSYCHIC-GEO GARAGA（日语：ギャラガ (アニメ映画)）（波拉）

1990年
- CAROL（日语：CAROL (アニメ)）（多摩斯）

1991年
- 亂馬½：中國寢崑崙大決戰！規則無視的激鬥篇!!（日语：らんま1/2 中国寝崑崙大決戦! 掟やぶりの激闘篇!!）（紅翼、蒙龍）

1992年
- 小甜甜（艾麗莎·萊根）

1994年
- 酸梅星王子：來自宇宙的盡頭～乓啪囉乓！（酸梅星王子）

1999年
- 劇場版 遊☆戲☆王（青山翔吾）

2010年
- 清秀佳人：迎向綠山牆之路（安妮·雪利）

2013年
- 七龍珠Z：神與神（小舞）

2015年
- 七龍珠Z：復活的「F」（小舞）

### OVA
1985年
- 橙路（火野勇作）[注 15]
- NORA（日语：ノラ）（空服員）
- 貓咪也瘋狂

1986年
- 亞邦史克威爾 琥珀的追擊（日语：アーバンスクウェア 琥珀の追撃）（田村由紀）
- Wanna-Be's（日语：ウォナビーズ）（血松本）
- COOL COOL BYE（シリル·ソコ）
- Pelican Road Club Caroucha（日语：ペリカンロード）（佐倉惠美子）
- 山太郎回來了（山太郎）

1987年
- TWD EXPRESS ROLLING TAKEOFF（日语：TWD EXPRESS#OVA）（雷頓）
- 花之飛鳥組！新歌舞伎町物語（日语：花のあすか組!#OVA1）（春日）
- LILY-C.A.T.（日语：LILY-C.A.T.）（法拉·梵·特洛西）

1988年
- 網球甜心2（綠川蘭子[19]）
- 哭泣殺神（女性恐怖分子）
- 瓦特·波與我們的物語（日语：ワット・ポーとぼくらのお話）（霍克斯）

1989年
- 網球甜心 Final Stage（綠川蘭子）
- 新足球小將翼（岬太郎）
- 極黑之翼（日语：極黒の翼バルキサス）（雷姆妮亞）
- 超獸機神斷空我 白熱之終章（蒂歐蕾）
- 學園雙嬌娃 ～幻之皇一族篇～（日语：やじきた学園道中記）（篠北禮子）

1990年
- 星座宮神話（日语：アリーズ）（雷兒）
- 宇宙皇子 天上篇（日语：宇宙皇子）（各務）
- 奧特曼塗鴉 歡迎來到奧特曼國度！（日语：ウルトラマングラフィティ おいでよ!ウルトラの国）（星人）
- 變形金剛Z（凱因）
- 魔獣獸線（日语：魔獣戦線）（天外富三郎）
- （旁白）

1991年
- 人妖白書（日语：おカマ白書）
- 乙姬CONNECTION（日语：乙姫CONNECTION）（神牙姬子）
- 拇指騎士（日语：サムライダー）（小雪）
- 魔獸戰士露娜·華爾格（日语：魔獣戦士ルナ・ヴァルガー）（洛可）
- 學園雙嬌娃 ～牡丹慕情篇～（篠北禮子）

1992年
- 愛物語（日语：愛物語）（京子）
- 變色龍（日语：カメレオン (漫画)）（椎名雄一）

1993年
- 艾爾·卡拉爾的遺產（日语：アル・カラルの遺産）（維）
- 雲界迷宮ZEGUY（卑彌呼）
- 8號超人 AFTER（山姆）

1995年
- DNA²（阿春）

### 網路動畫
2018年
- 超級七龍珠群雄 監獄地獄篇宣傳動畫（未来小舞）

### 遊戲
1989年
- 伊蘇I·II（日语：イースI・II#イースI・II（PCE版））（塔爾芙·哈達爾）[注 16]

1990年
- 迷宮的艾爾芬內（帕克、湯姆）

1991年
- Bastille 2（聲音之母、女兵）

1992年
- 天外魔境II 卍MARU（船海宮義經、吹雪御前）
- TRAVEL艾普爾（帕魯）

1997年
- 妖精狩獵者（嘉維拉、占卜師）

1998年
- 潛龍諜影（娜塔莎·羅馬年科）

2002年
- 超級機器人大戰IMPACT（日语：スーパーロボット大戦IMPACT）（夏爾姆·貝卡、蒂歐蕾）

2006年
- 足球小將翼（日语：キャプテン翼 (ゲーム)）（岬太郎）[注 17]

2007年
- 七龍珠Z Sparking！NEO（日语：ドラゴンボールZ Sparking! NEO）（小舞）[注 18]
- 七龍珠Z Sparking！METEOR（日语：ドラゴンボールZ Sparking! METEOR）（小舞）

2008年
- 七龍珠DS（日语：ドラゴンボールDS）（小舞）

2009年
- 七龍珠 天下第一大冒險（日语：ドラゴンボール 天下一大冒険）（小舞）

2010年
- 七龍珠DS2 突擊！紅緞帶軍（日语：ドラゴンボールDS）（小舞）

2011年
- 第2次超級機器人大戰Z 再世篇（金田正太郎）

2013年
- 超級機器人大戰UX（夏爾姆·貝卡）

2014年
- 第3次超級機器人大戰Z 時獄篇（金田正太郎）
- 七龍珠群雄（小舞）

2015年
- 第3次超級機器人大戰Z 天獄篇（金田正太郎）

2016年
- 超級七龍珠群雄（小舞）

2017年
- 足球小將翼 ～奮戰夢幻隊～（岬太郎[20]）

2020年
- 七龍珠Z 卡卡洛特（小舞）

### 外語配音

#### 演員
瓊安·庫薩克
- 收播新聞（布萊爾·立頓）※TBS版[注 19]。
- 9月懷胎（英语：Nine Months）（蓋爾·德懷爾）
- 上班女郎（辛西婭）※朝日電視台版。

#### 電影
- 48小時（麗莎）※日本電視台舊錄製版。
- 情定日落橋（英语：A Little Romance）（勞倫·金〈黛安·蓮恩〉）※VHS版。
- 神探奇兵（英语：The Adventures of Ford Fairlane）（Jazz〈Lauren Holly〉）
- 異形2（Private Vasquez〈Jenette Goldstein〉）※TBS版。
- 清秀佳人2（英语：Anne of Green Gables: The Sequel）（Pauline Harris〈Kate Lynch〉）
- 安妮·霍爾（Pam〈Shelley Duvall〉）※TBS版[注 20]。
- 少棒闖天下2（英语：The Bad News Bears in Breaking Training）（Miguel Agilar〈George Gonzales〉）※日本電視台版。
- 魔女嘉莉 (1976年電影)（Norma Watson〈P. J. Soles〉）※TBS版。
- 毀天滅地（Zula〈Grace Jones〉）※朝日電視台版。
- XYZ謀殺案（南西〈雪莉·J·威爾遜（英语：Sheree J. Wilson）〉）
- 與狼共舞（站立舞拳之女〈瑪麗·麥唐納（英语：Mary McDonnell）〉）※影碟版。
- 獻給愛琴海（日语：エーゲ海に捧ぐ#映画）（葛洛麗雅〈史蒂芬娜·卡西尼（英语：Stefania Casini）〉）※日本電視台版。
- 智慧殺手（英语：Diamond Skulls）（Edward〈Alexander Clempson〉）
- 剪刀手愛德華（Marge〈Caroline Aaron〉）※影碟版。
- 太平間的駝背者（Ilse〈María Elena Arpón〉）
- 迷你特工隊（蕾莉〈林青霞〉）※日本電視台版。
- 變蠅人（Tawny〈Joy Boushel〉）※富士電視台版。
- 憤怒（英语：The Fury (1978 film)） ※TBS版[注 21]。
- 魔鬼捕頭（英语：The Gauntlet (film)） ※富士電視台版。
- Girls（英语：Girls (1980 film)）（凱瑟琳·弗萊文〈安娜·芭麗瑤〉）※東京電視台版。
- 殺不死的勇者（5歲和12歲時的Sonny Storm）※影碟版。
- 挑戰者（希瑟·麥克勞德〈貝提·艾德尼（英语：Beatie Edney）〉）
- 瘋狂之人（英语：I, Madman）（蒙娜〈史蒂芬妮·霍奇（英语：Stephanie Hodge）〉）
- 驚異大奇航（英语：Innerspace）（Wendy〈Wendy Schaal〉）※影碟版。
- 詹姆士·龐德：勇戰大狂魔（May Day〈Grace Jones〉）※TBS版。
- 一路響叮噹（Liz Langston〈Rita Wilson〉）※DVD版。
- 少林小子（十龍）※東京電視台版。
- 小婦人（英语：Little Women (1949 film)）（約瑟芬·“喬”·馬奇〈瓊·愛麗遜〉）※NHK版。
- 食人魚（Gabrielle〈Margaux Hemingway〉）※富士電視台版。
- 浩氣蓋山河（安潔莉卡·莎朵拉〈克勞蒂亞·卡蒂納〉）※朝日電視台版。
- 火魔戰車（英语：Maximum Overdrive）（布雷特·格雷厄姆〈勞拉·哈靈頓（英语：Laura Harrington）〉）※東京電視台版。
- 鼠洞里的好朋友（英语：Nils Karlsson Pyssling）（母親〈布麗塔·佩特森（英语：Britta Pettersson）〉）
- 小迷糊天翻地覆（英语：Overboard (1987 film)）（格雷格·普羅菲特〈傑米·威德〉）※機內上映版。
- 溫馨家族（英语：Parenthood (film)）（凱倫·巴克曼〈瑪麗·斯汀伯根〉）※東京電視台版。
- 災難水世界（英语：Piranha (1978 film)）（Barbara Randolph〈Janie Squire〉）※TBS版[注 19]。
- 海神號遇險記 (1972年電影)（Nonnie Parry〈Carol Lynley〉）※LD版。
- 紐約鳥王（英语：Private Parts）（Robin Quivers[注 22]）
- 激情劊子（英语：Sea Of Love (film)）（Gina Gallagher〈Christine Estabrook〉）※朝日電視台版。
- 鬼店（Wendy Torrance〈Shelley Duvall〉）※東京電視台版。
- 坐立不安（Pat Hingle〈Eva Axén〉）※東京電視台版。
- 睡拳怪招（小鬼頭）※東京電視台版。
- 破曉時刻（英语：Tequila Sunrise (film)）（Cody McKussic〈Gabriel Damon〉、Shaleen McKussic〈Ann Magnuson〉）※VHS版。
- 風塵三俠（英语：Warlock） ※朝日電視台版。

#### 電視影集
- 親情紐帶（埃倫·里德〈崔西·寶蘭（英语：Tracy Pollan）〉）
- 亂世佳人（英语：Scarlett (miniseries)）（印度威爾克斯〈皮帕·格爾德（英语：Pippa Guard）〉）

#### 動畫
- 查理布朗與史努比 (1990年版)（派伯敏特·佩蒂）
- 長襪子皮皮 (1997年版)（占卜師）
- 變形金剛（天線）
  - 變形金剛2010（日语：戦え!超ロボット生命体トランスフォーマー2010）（貝特）
- 米老鼠與唐老鴨（1984年－1985年）（米老鼠、旁白 等）

#### 國產電影
- 帝都物語（日語配音）

### 舞台
- 飛吧！京濱吸血鬼（日语：飛べ!京浜ドラキュラ）－飾演 瑪琳（1982年，81 Produce、蘋果劇場（日语：シアターアプル））
- 東京演劇俱樂部企劃製作公演
  - Vol.1　Live in toRAIN No.A-h」（2013年2月9日－17日，新宿Theatre Moliere）
  - Vol.2 「Moonlight Rambler ～滿月夜晚的散步者～」（2013年7月19日－22日，俳優座劇場（日语：俳優座劇場）／2013年8月8日－11日，小劇場）
  - Vol.5 「to U」（2014年4月）
  - Vol.7 「怪醫黑傑克請多只教 ～癌症病患者篇～」（2014年9月，六行會館）
- 劇團Angel（日语：劇団エンゼル）主辦[注 23]「清秀佳人 -綠色屋簷下的早晨-」（2014年3月23日起在全國各地上演。僅以部份團體向進行公演（沒有提供一般門票）[注 24]，瑪麗拉·卡斯伯特）
- 新宿Field博物館 2017參加「三島由紀夫的世界vol.1」（2017年10月3日－4日，近江樂堂）

### 廣播節目
- Ride On Auto Backs（Hama Radio（現改名FM橫濱）（日语：横浜エフエム放送））

### 廣播劇CD、卡式錄音帶書
- 雨花（花坊河童）
- 央華封神·星娘目（伯工命）
- 洒落小僧花（積木湊）
- 音盤突然最終回（東芝滿、森田徹生）
- 貝之火（日语：貝の火）、夜鷹之星（ホモイ）
- Gaia Gear（瑪麗莎·納吉斯）
- 3時的點心含有毒藥（舞芹夏）
- （乙島惠利）
- （乙島惠利）
- 人間俱樂部（日语：人間倶楽部）（艾蓮）
- 天使（卡洛琳）
- 星座宮神話（日语：アリーズ）（雷兒）
- 亂馬½ 歌曆（紅翼）
- 鬼之尊多拉布 ～獸之森林事件帖（日语：そこのけもののけ事件帖） 番外篇（澀蟲）

### 其它
- NHK教育
  - （拉魯夫、烏天狗 等）
  - （母親、學校妖怪、蘑菇魔女、的母親、電視上的老爺爺）
  - （烏天狗、冬田雪之進）
  - 理科教室小學3年級（1984年）（ゴー君）
- 富士電視台 （旁白）
- Kraft Food Japan廣告 清秀佳人（2010年） （安·夏利）
- NHK綜合 NHK特集 新·世紀影像 第1集「百年悲劇就是從這裡開始」（元軍需工廠勞工 莉莉安·邁爾斯）

## 腳註

## 外部連結
- 山田榮子｜81 Produce （页面存档备份，存于） （日語）
- 山田榮子的X（前Twitter） （日語）